# 松尾三蔵

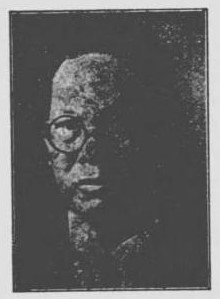
松尾三蔵

松尾 三蔵（三藏、まつお さんぞう、1888年（明治21年）1月11日 - 1948年（昭和23年）5月14日）は、大正から昭和前期の実業家、政治家。衆議院議員。

## 経歴
福岡県上妻郡川崎村（八女郡川崎村を経て現八女市）で、土木請負業・松尾藤蔵の二男として生まれる。
三菱合資会社に勤務。1917年（大正6年）嘉穂郡碓井村（現嘉麻市）に松尾鉱業所を設立。その後、稲築村山野（現嘉麻市）の中西炭鉱 (株) の坑長に転じた。1926年（大正15年）田川郡に糸飛炭鉱 (株) を設立。1934年（昭和9年）直方市郊外に新高紅炭鉱を開鉱し、後に小林鉱業 (株) に譲渡した。その他、石炭鉱業互助会相談役、金丸鉱業取締役、久恒鉱業顧問、田籠鉱業顧問、藤井鉱業顧問、三崎鉱業顧問、九州曹達顧問などを務めた。
また、香月町消防組頭、福岡県消防協会評議員・理事、遠賀郡畜産組合長、香月町商工会長などに在任した。政界では、立憲民政党遠賀郡支部幹事長、香月町会議員を務めた。1937年（昭和12年）4月の第20回衆議院議員総選挙で福岡県第2区から立憲民政党公認で出馬して初当選。1942年（昭和17年）4月の第21回衆議院議員総選挙で翼賛政治体制協議会の推薦を受けて出馬し再選され、衆議院議員に連続2期在任した。この間、翼賛政治会政調大東亜委員、同商工兼務委員を務め、その後、日本進歩党に所属した。
戦後に公職追放となった。